# 프라이펙투스 우르비
프라이펙투스 우르바누스(praefectus urbanus) 또는 프라이펙투스 우르비(praefectus urbi)는 로마, 나중에는 콘스탄티노플의 프라에펙투스이다. 이 직위는 로마 왕정 시대에 만들어졌고, 공화정과 제정 시기에도 지속됐으며, 고대 후기에는 중요한 위치를 지녔었다. 서로마 제국 멸망 이후에도 살아남았으며, 로마 시의 마지막 프라이펙투스로는 요한네스(Iohannes)가 599년에 확인되었다. 동방의 콘스탄티노플의 프라에펙투스는 13세기까지 지속되었다.

## 왕정 시기
기원전 753년 로물루스가 로마를 세우고 군주제를 도입했을때, 그는 왕의 수석 부관으로서 보좌하는 쿠스토스 우르비스(custos urbis, 도시 수호자) 라는 직책을 만들었다. 종신제로서 왕에게 선정된 쿠스토스 우르비스는 원로원 수장 직도 함께 겸임했다. 정부에서 두 번째로 높은 지위인 쿠스토스 우르비스는 왕의 개인 대리이기도 했다. 로마에서 왕이 부재시에 쿠스토스 오르비스는 원로원과 민회 소집, 비상 사태 시에 군대 징병을 포함한 그의 권력을 행했다. 하지만 통치권은 로마의 성벽 내부 안에서만 유효했다.
왕정 시기에 세 명이 이 직위에 존재했었다. 초대 왕 로물루스는 덴테르 로물리우스(Denter Romulius)를 초대 쿠스토스 우르비스로 임명했고, 세 번째 왕 툴루스 호스틸리우스는 누마 마르티우스(Numa Martius)를, 일곱 번째 왕 루시우스 타르퀴니우스 수페르부스는 스푸리우스 루크레티우스(Spurius Lucretius)를 임명했다.

## 공화정 시기
기원전 510년에 루시우스 타르퀴니우스 수페르부스의 축출과 기원전 509년 공화정 수립 이후에도 쿠스토스 우르비우스 직위는 바뀌지 않고 남았다:권한은 로마 시 내부로 한정되고 집정관들에 의해 임명되었다. 쿠스토스 우르비우스는 집정관들이 로마 시에서 부재시에 모든 권한을 행했다. 이 권한에는 원로원과 쿠리아 민회 소집, 전쟁 시에는 군단병 동원 및 지휘권이 포함된다.
이 직위에 대한 주요 변화는 기원 487년에 이뤄졌는데, 이 직위는 쿠리아 회가 선출한 선출직 정무관이 되었고, 전직 집정관들에게만 허용되었다. 기원전 450년 경, 10인 위원회의 등장으로 쿠스토스 우르비우스 직은 거의 상징적인 직위가 되어버렸다. 대부분의 권한과 책무들은 로마 시 법무관에 넘어갔다. 프라에펙투스 우르비는 페리아이 라티나이 시기에 떠나야하는 집정관들에 의해서 축제를 기념하기 위한 유일한 목적으로서 1년마다 임명되었다. 프라에펙투스 우르비는 더 이상 원로원을 소집하거나 원로원에서 연설을 하는 권리를 가지지 못했고 선출이 아닌 집정관들에 임명을 통해 이뤄졌다.

## 제정 시기

### 로마
초대 로마 황제 아우구스투스 (재위 기원전 27년 – 서기 14년)는 기원전 27년에 로마 공화정을 제정으로 바꾸고 나서, 그의 조언자이자 친구 가이우스 마이케나스의 의견에 따라 프라에펙투스 직위를 개혁했다. 정무관직으로 다시 지위를 상승시킨 아우구스투스는 프라에펙투스 우르비에게 로마 시 내부를 유지하기 위해 필요한 모든 권한을 부여했다. 직위의 권한은 로마 시를 넘어 오스티아와 포르투스의 항구를 더불어 로마 시를 중심으로 100 로마 마일 (대략 140 km)로 확장되었다. 로마 시의 준 시장의 업무로서, 프라에펙투스는 모든 길드와 조합(collegia)의 관리자이자, 바다 건너 도시에 대한 곡물 공급의 책무(프라에펙투스 안노나이를 통해)를 지녔고, 테베레강의 배수 관리자들과 도심의 하수관과 수도뿐만 아니라 기념물 유지도 감독했다. 로마 시의 많은 인구에 대한 곡물 공급은 특히 중요했으며, 프라에펙투스가 공급을 안정화시키지 못 할 경우, 폭동이 빈번했다.
프라에펙투스는 로마의 치안 병력인 코호르테스 우르바나이에 대한 지휘권을 행사할 수 있었고 프라에펙투스(praefectus vigilum) 휘하의 야간 경비대(비길레스)도 프라에펙투스 우르비의 통제권 하에 있었다. 프라에펙투스는 또한 황제가 공포한 법령을 발표할 의무가 있었으며, 관할 법률권을 획득했다. 이는 노예와 그 주인, 후원자와 자유민, 부모를 상대로 폭력적인 피에타스를 행한 자식들 사이의 법률 사건으로 확대되었다. 점차 프라에펙투스의 사법권은 확대되어, 로마 시 법무관으로부터 옛 권한들을 다시 얻기 시작했다. 결국에는 프라엑투스의 형 선고는 다른 공직자들의 선고와는 다르게 황제가 개입하는 경우가 아니면 상고를 할 수 없었다. 로마의 속주 총독조차도 프라에펙투스의 사법권 밑에 있었다. 프라에펙투스는 또한 범죄 문제에 대해서도 사법권을 지녔다. 본래 이런 권한들은 재무관들과 함께 다뤘지만, 3세기부터는 프라에펙투스 단독으로 처리했다.
고대 후기에 프라에펙투스는 황제 법원이 도시에서 사라짐에 따라 효과적인 권한을 얻었으며, 이는 그들이 더 이상 황제의 직접적인 감독하에 있지 않다는 것을 의미했다. 이 직위는 대개 이탈리아 내에서 여전히 주류였던 이교를 믿는 의회 귀족들이 이끌었기에, 로마의 프라에펙투스는 323년까지 이교도들에 의해 독점되었다가, 다음 30년간은 소수였던 기독교도들이 맡기도 했다. 이러한 지위를 통해 퀸투스 아우렐리우스 심마쿠스는 4세기 말에 원로원에서 빅토리아 제단을 없애버리는 논란을 일으키는 중요한 역할을 하기도 했다.
프라에펙투스 우르비는 서로마 제국 멸망 후에도 살아남았고, 동고트 왕국과 더 후인 동로마 재정복 시기에도 여전히 활동했다. 로마 시의 프라에펙투스 우르비에 대한 마지막 언급은 879년 말이었다.

### 콘스탄티노플
황제 콘스탄티누스 1세(r. 306–337)가 콘스탄티노플을 로마 제국의 수도로 삼았을 때, 그는 또한 도시를 감독할 프로콘술을 설치했다. 350년 말 콘스탄티우스 2세는 콘스탄티노플의 원로원을 확대하고 로마의 원로원과 같게 하였다. 359년 11월 11일 또는 12월 11일에 해당에 콘스탄티노플도 프라에펙투스를 부여받았으며, 이는 그리스어 명칭으로 호 에파르코스 테스 폴레오스(ὁ ἔπαρχος τῆς πόλεως,)라고도 불렸다. 프라에펙투스는 황제의 수석 부관 중 하나였고:로마의 프라에펙투스처럼, 콘스탄티노플의 프라에펙투스도 일루스트리스인 최고위 의원 출신이였으며, 제국 체계하에서 속주의 총독 다음의 지위였다. 이와 같이, 이 직위는 많은 위신과 넓은 권위를 지녔으며, 환관이 되지 않고서 오를 수 있는 몇 안 되는 고위직이였다. 프라에펙투스도 회의를 주재하는 공식적인 원로원의 수장이기도 했다. 이런 이유로 프라에펙투스 후보는 군사적 힘을 지닌 정부의 다른 주요 행정직(속주의 총독, 관구 대리)들과는 다르게 원로원의 공식적인 비준을 받았으며, 직위의 오래되고 순수한 시민으로서의 기원은 프라에펙투스가 의복으로서 토가를 입으며 강조되었다.
콘스탄티노플 프라에펙투스는 콘스탄티노플 시와 인접 지역에 대한 관리직들에 대한 유일한 책임을 졌다. 업무는 모든 길드, 조합, 공공 시설물들에 대한 규제와 관리에 대한 유지 등이 있었다. 콘스탄티노플의 치안 유지대인 탁시오타이(ταξιῶται)는 프라에펙투스의 지위권 하에 있었으며, 수감소는 콘스탄티노플 포럼 앞에 위치한 프라이토리움이라는 관저의 지하에 있었다. 야간 경비대는 하급 프라에펙투스인 닉테파르코스(νυκτέπαρχος, "야간 총독") 휘하에 있었다. 그러나 530년대에 콘스탄티노플에 대한 치안 유지와 관리 관련 일부 권한들이 유스티니아누스 1세(r. 527–565)가 새롭게 만든 직위에게 넘겨졌다. 535년 20명의 군인과 30명의 소방수들을 관리하는 데모이의 법무관 (πραίτωρ τῶν δήμων, 라틴어로는 praetor plebis)에게 치안 유지와 화재진압 업무가 주어졌고, 반면 539년에는 콰이시토르(κοιαισίτωρ) 직이 설치됐고 다른 속주에서 콘스탄티노플로 향하는 통제 불능의 이주민들에 대한 제한과, 성 범죄자 및 이단들 같은 민간 문제를 다루었다.
동로마 제국 중반기 (7–12세기), 프라에펙투스는 수도내에서 황제 다음의 최고 재판관으로 여겨졌다. 콘스탄티노플의 경제적 삶에서도 프라에펙투스의 역할은 아주 중요했다. 10세기 서적 《프라에펙투스의 서》(Τὸ ἐπαρχικὸν βιβλίον)는 프라에펙투스의 권한하에 있는 여러 길드들의 다양한 역할들을 규정하고 있다. 또한 그 직위는 콘스탄티노폴리스 대학교의 강사들을 지명과 도심내 곡물 분배에 대한 의무도 있었다. 9세기 말의 《클레토롤로기온》에 따르면, 프라에펙투스의 두 핵심 보좌관은 심포노스와 로고테테스 투 프라이토리우였다. 추가적으로, 콘스탄티노플의 구역(라틴어 regiones, 그리스어 ρεγεῶναι, regeōnai)의 책임자(γειτονιάρχαι, geitoniarchai, 옛 curatores regionum)와 재판관(kritai)들이 있었으며, 수도의 해안과 항구와 통행료에 대한 공식적인 책임을 지니는 파라탈라시테스, 몇몇 감독관(epoptai), 길드들의 책임자(exarchoi)들과 상품에 무게와 크기 등을 표기한 프라에펙투스의 봉인을 확인하고 붙여주는 불로타이(boullōtai)가 있었다.
프라에펙투스는 13세기 초까지 기능과 권한을 상대적으로 온전한 채 계속 유지했으며, 1204년 제4차 십자군으로 콘스탄티노플이 점령당한 후 라틴 제국에서도 살아남았을 가능성이 있다. 그러나 콘스탄티노플 탈환 후, 이 직위는 팔라이올로고스 왕조 시기에 당시 인구가 많이 감소한 수도내 구역들을 감독한 몇몇 케팔라티케우온테스(kephalatikeuontes, 단수형 κεφαλατικεύων)들로 대체되었다.

## 참고 서적
- Tacitus Ann. 6.11
- Cassius Dio 59.13
- Dig. 1.12; 4.4.16; 5.1.12; 4.8.19
- Dujcev, Ivan, 편집. (1979) [1970]. “The Book of the Eparch”. Variorum Reprints. ISBN 978-0902089006.
- Bury, John B. (1911). “The Imperial Administrative System of the Ninth Century – With a Revised Text of the Kletorologion of Philotheos”. Oxford University Publishing.
- Heather, Peter J.; Moncur, David (2001). 《Politics, Philosophy, and Empire in the Fourth Century: Select Orations of Themistius》. Liverpool University Press. ISBN 978-0-85323-106-6.
- Evans, James Allan Stewart (1996). 《The Age of Justinian: The Circumstances of Imperial Power》. Routledge. ISBN 978-0-415-02209-5.
- Kazhdan, Alexander, 편집. (1991). 《Oxford Dictionary of Byzantium》. Oxford University Press. ISBN 978-0-19-504652-6.
- Lançon, Bertrand (2000년 12월 13일). 《Rome in Late Antiquity: Everyday Life and Urban Change, AD 312–609》. Routledge. 228쪽. ISBN 978-0-415-92975-2.
- Van Tricht, Filip (2011). 《The Latin Renovatio of Byzantium: The Empire of Constantinople (1204-1228)》. Leiden: Brill. ISBN 978-90-04-20323-5.